# Ripieno

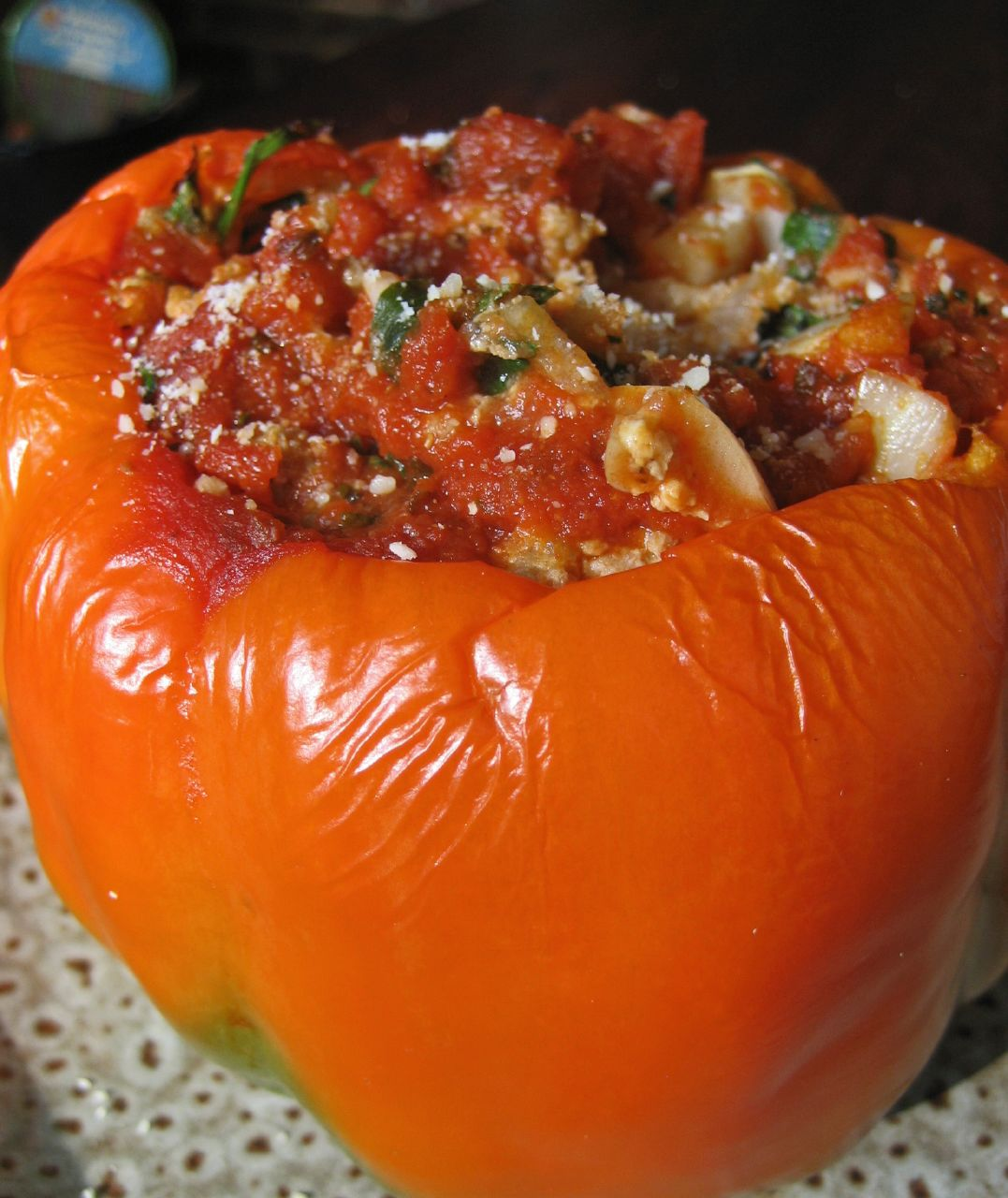
Peperone ripieno

Il ripieno, detto anche farcitura o farcia, è una sostanza o un insieme di alimenti che vengono utilizzati in cucina per riempire la cavità di un altro alimento, insieme al quale il ripieno viene cotto.
Molti alimenti possono essere farciti, tra cui carni, uova e ortaggi.

## Cavità
Oltre alle cavità del corpo di animali, inclusi mammiferi, uccelli e pesci, vari tagli di carne possono essere farciti dopo essere stati disossati o appositamente tagliati. 
Ricette popolari includono, ad esempio, braciole di maiale, petto di vitello, pollo e tacchino ripieni.
Anche molti tipi di verdura sono adatti ad una farcitura, dopo che i loro semi o la polpa sono stati rimossi. In questo modo possono essere preparati ripieni i peperoni, le zucchine e i cavoli.

## Farcitura
La farcitura può contenere quasi tutti i tipi di alimenti. Molti ripieni anglo-americani popolari contengono pane o cereali, di solito insieme a verdure, erbe, spezie, pangrattato o uova. Ripieni di verdure medio-orientali possono spesso contenere riso e carne macinata. Anche frutta e frutta secca, di solito, possono far parte di una buona farcia: le più utilizzate sono mele, prugne secche, uva passa e albicocche.
Nel giorno del ringraziamento, negli Stati Uniti d'America, è tradizione mangiare un tacchino ripieno con castagne, patate, zucca o salse.